# Mill Hill East (London Underground)

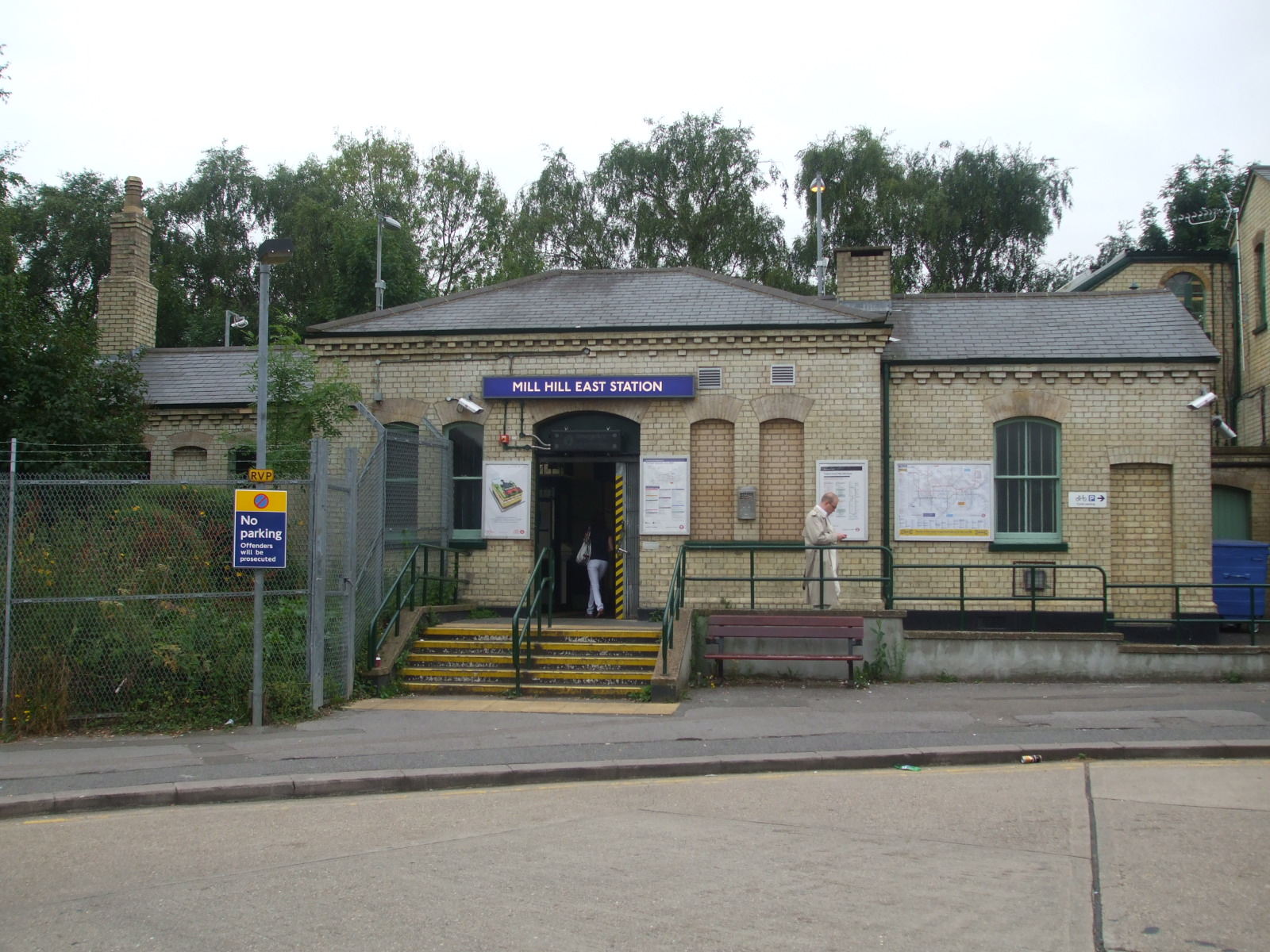
Stationsgebäude

Mill Hill East  ist eine oberirdische Station der London Underground im Stadtbezirk London Borough of Barnet. Sie liegt in der Travelcard-Tarifzone 4 am Bittacy Hill. Im Jahr 2013 nutzten 1,17 Millionen Fahrgäste die Station, die von der Northern Line bedient wird und eine der drei nördlichen Endstationen dieser Linie ist.

## Anlage

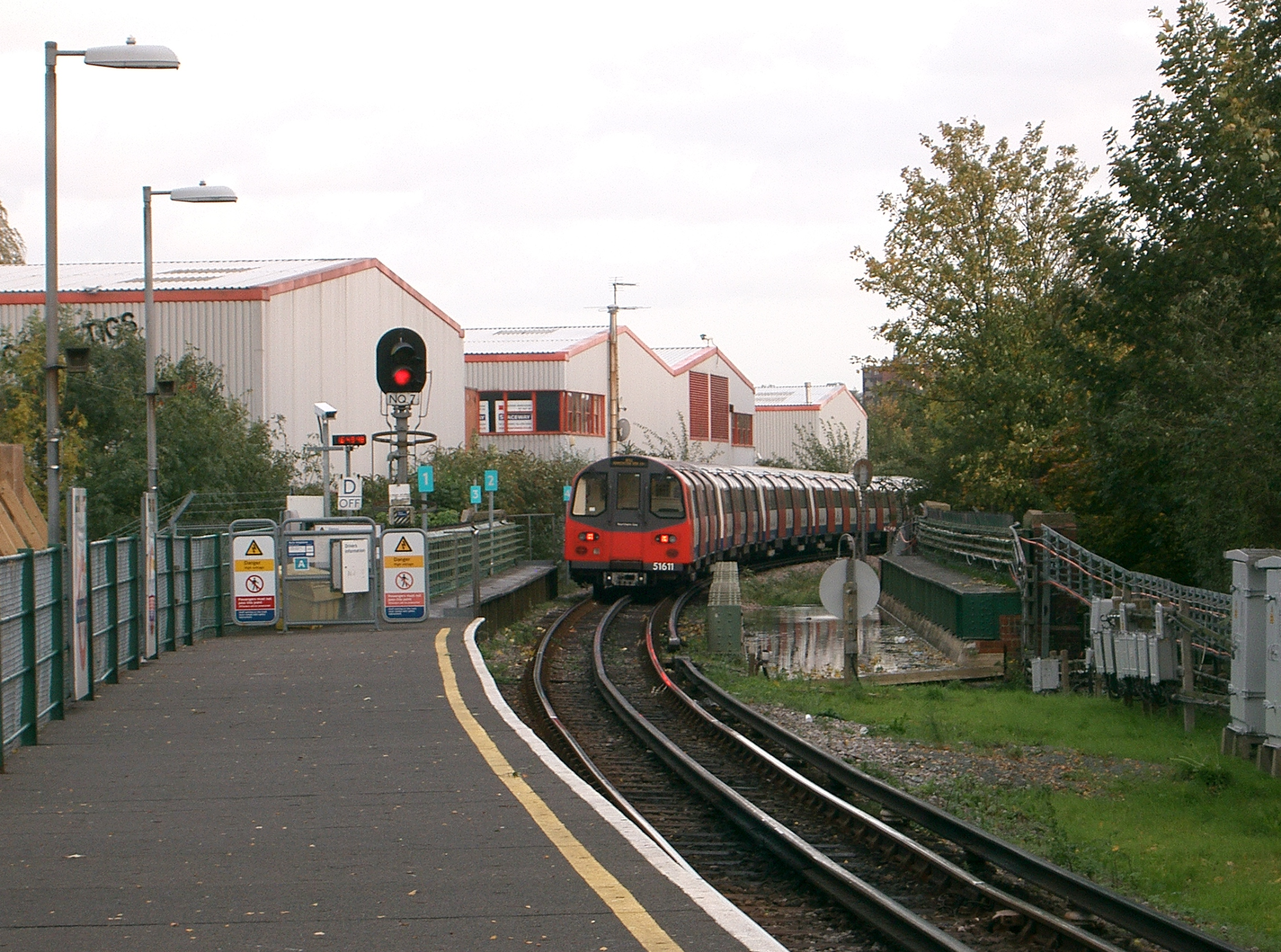
Ein Zug verlässt Mill Hill East in Richtung Süden; die freie Fläche rechts wurde für ein zweites Gleis frei gehalten, aber nie genutzt.

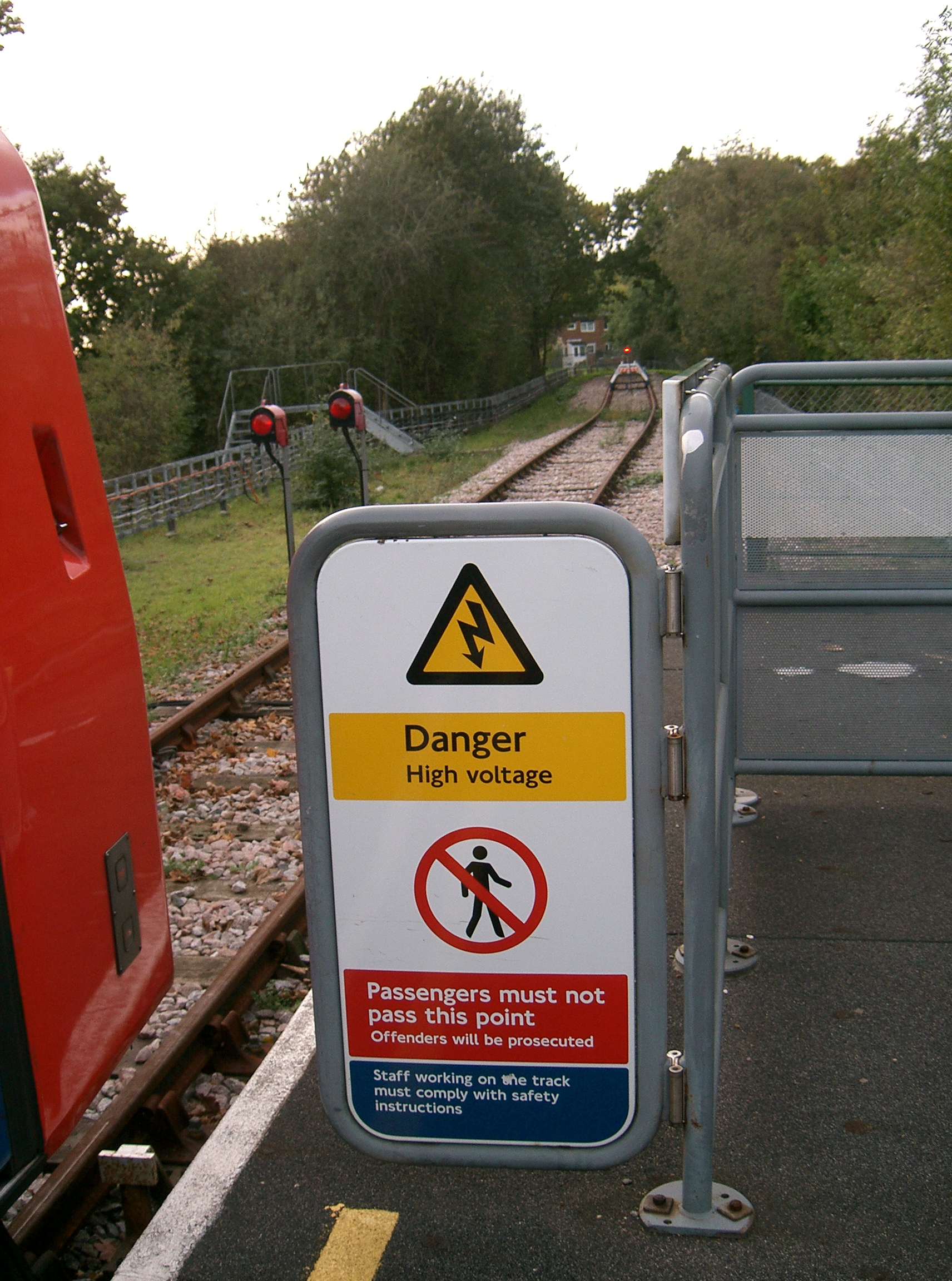
Blick zum Prellbock; das Gleisbett dahinter wurde überbaut.

Die U-Bahn fährt hier zwar erst seit Beginn der 1940er Jahre, doch die Station wurde bereits mehr als siebzig Jahre zuvor als Haltepunkt einer Vorortseisenbahn gebaut. Das Stationsgebäude weist noch immer zahlreiche architektonische Merkmale der viktorianischen Zeit auf. Neben Finchley Central gehört Mill Hill East zu den ältesten erhalten gebliebenen Teilen der London Underground. Eine Besonderheit ist, dass die Station nur eingleisig ist.

## Geschichte
Der Haltepunkt wurde am 22. August 1867 durch die Edgware, Highgate and London Railway (EH&LR) zusammen mit der Strecke Finsbury Park – Edgware eröffnet. Im Juli 1867, kurz vor der Eröffnung, übernahm die größere Great Northern Railway (GNR) die EH&LR. Der Haltepunkt hieß zunächst Mill Hill.
Die EH&LR war eingleisig gebaut worden, mit der Absicht, bei zunehmendem Verkehrsaufkommen ein zweites Gleis hinzuzufügen. Nachdem die GNR jedoch am 1. April 1872 die Zweigstrecke zwischen Finchley Central und High Barnet eröffnet hatte, erwies sich diese als bedeutend nachfragestärker. Aus diesem Grund wurde zwischen Finchley Central und Edgware das zweite Gleis nie gebaut; Fahrgäste mussten meistens in Finchley Central umsteigen. Die Station wurde mehrmals umbenannt und erhielt 1928 den heute noch gebräuchlichen Namen. Mit dem Railways Act 1921 wurden sämtliche Bahngesellschaften des Landes zu vier großen Gesellschaften vereinigt; die GNR ging dabei 1923 in die London and North Eastern Railway (LNER) auf.
Im Rahmen des Northern-Heights-Projekts sollten die Eisenbahnstrecken nach Edgware und High Barnet in das U-Bahn-Netz integriert werden. Als Vorbereitung darauf begannen auf der gesamten Strecke Gleis- und Elektrifizierungsarbeiten. Zu Beginn des Zweiten Weltkriegs waren diese bereits weit fortgeschritten, mussten dann aber eingestellt werden. Die LNER stellte am 11. September 1939 den Personenverkehr zwischen Finchley Central und Edgware ein. Um jedoch eine schnelle Verbindung zu den Kasernen in Mill Hill anbieten zu können, vollendete man die Elektrifizierung des kurzen Abschnitts, die Strecke blieb jedoch eingleisig. Am 18. Mai 1941 begann der U-Bahn-Betrieb der Northern Line. Die Ausbauarbeiten an der Strecke zwischen Mill Hill East und Edgware wurden nach Ende des Krieges wegen Geldmangels endgültig fallen gelassen.
Der Abschnitt westlich von Mill Hill East ist nie von U-Bahnen befahren worden, es verkehrten jedoch vereinzelt mit Dampflokomotiven betriebene Güterzüge. 1964 erfolgte die endgültige Stilllegung der Reststrecke. Das Gleis und der größte Teil der Infrastruktur sind seither entfernt bzw. abgerissen worden, doch der einstige Streckenverlauf ist stellenweise noch gut erkennbar.